# Through the Never (Music from the Motion Picture)
Through the Never (Music from the Motion Picture) è una colonna sonora del gruppo musicale statunitense Metallica, pubblicata il 24 settembre 2013 dalla Blackened Recordings.

## Descrizione
Si tratta della colonna sonora del film Metallica 3D Through the Never e contiene le 15 tracce audio tratte dai concerti che i Metallica hanno tenuto in Canada nell'estate 2012, più una versione dal vivo di Orion eseguita durante il soundcheck visibile nel finale del film.

## Tracce
CD 1
1. The Ecstasy of Gold – 2:02 (musica: Ennio Morricone) – originariamente interpretata da Ennio Morricone
2. Creeping Death – 6:20 (James Hetfield, Lars Ulrich, Kirk Hammett, Cliff Burton)
3. For Whom the Bell Tolls – 4:40 (James Hetfield, Lars Ulrich, Cliff Burton)
4. Fuel – 3:58 (James Hetfield, Lars Ulrich, Kirk Hammett)
5. Ride the Lightning – 6:55 (James Hetfield, Lars Ulrich, Cliff Burton, Dave Mustaine)
6. One – 8:25 (James Hetfield, Lars Ulrich)
7. The Memory Remains – 5:43 (James Hetfield, Lars Ulrich)
8. Wherever I May Roam – 6:19 (James Hetfield, Lars Ulrich)

CD 2
1. Cyanide – 7:02 (James Hetfield, Lars Ulrich, Kirk Hammett, Robert Trujillo)
2. ...And Justice for All – 9:18 (James Hetfield, Lars Ulrich, Kirk Hammett)
3. Master of Puppets – 8:26 (James Hetfield, Lars Ulrich, Cliff Burton, Kirk Hammett)
4. Battery – 5:14 (James Hetfield, Lars Ulrich)
5. Nothing Else Matters – 7:22 (James Hetfield, Lars Ulrich)
6. Enter Sandman – 6:22 (James Hetfield, Lars Ulrich, Kirk Hammett)
7. Hit the Lights – 4:40 (James Hetfield, Lars Ulrich)
8. Orion – 8:27 (James Hetfield, Lars Ulrich, Cliff Burton)

## Formazione
Gruppo
- James Hetfield – voce, chitarra
- Kirk Hammett – chitarra, cori
- Robert Trujillo – basso, cori
- Lars Ulrich – batteria

Produzione
- Greg Fidelman – produzione, missaggio, registrazione
- Mike Gillies – registrazione
- Jim Monti – missaggio aggiuntivo, montaggio
- Sara Lynn Killion – missaggio aggiuntivo, assistenza tecnica, montaggio
- Eric Weaver – assistenza tecnica
- Dan Monti – montaggio
- Jason Gossman – montaggio
- Ken Sluiter – montaggio
- Howie Weinberg – mastering

## Classifiche
| Classifica (2013)          | Posizione massima |
| -------------------------- | ----------------- |
| Australia                  | 16                |
| Austria                    | 4                 |
| Belgio (Fiandre)           | 9                 |
| Belgio (Vallonia)          | 14                |
| Canada                     | 9                 |
| Danimarca                  | 9                 |
| Finlandia                  | 11                |
| Francia                    | 32                |
| Germania                   | 8                 |
| Italia                     | 19                |
| Norvegia                   | 15                |
| Nuova Zelanda              | 11                |
| Paesi Bassi                | 28                |
| Polonia                    | 6                 |
| Portogallo                 | 6                 |
| Regno Unito                | 36                |
| Regno Unito (rock & metal) | 3                 |
| Spagna                     | 15                |
| Stati Uniti                | 9                 |
| Stati Uniti (hard rock)    | 2                 |
| Stati Uniti (rock)         | 4                 |
| Stati Uniti (tastemaker)   | 8                 |
| Svezia                     | 30                |
| Svizzera                   | 16                |

## Date di pubblicazione
| Paese | Data              | Formati                |
| ----- | ----------------- | ---------------------- |
| Mondo | 24 settembre 2013 | 2CD, download digitale |
| Mondo | 29 novembre 2013  | 33 giri, 45 giri       |